# Scary Monsters (And Super Creeps)
Scary Monsters (And Super Creeps), vereinfacht nur Scary Monsters genannt, ist das im September 1980 veröffentlichte vierzehnte Studioalbum von David Bowie. Nach den drei vorherigen Alben Low, “Heroes” und Lodger, die textlich von Bowies persönlichen Emotionen und Eindrücken handeln, beschreiben die Texte auf Scary Monsters zeitgemäße Themen wie z. B. Straßenkampf, Verführung, Faschismus und Orientierungslosigkeit.

## Veröffentlichung
RCA veröffentlichte Scary Monsters 1980 auf LP und MC. Scary Monsters war zwar kommerziell erfolgreicher als die Vorgängeralben und erreichte Platz 1 der britischen Albumcharts, dennoch trennte sich Bowie nach diesem Studioalbum von dem Musiklabel RCA und wechselte zu EMI.
Als Singles wurden im August 1980 Ashes to Ashes (mit der Nummerierung RCA BOW6 UK, RCA PB 12078 US), Fashion im Oktober 1980 (als RCA BOW T7 UK, RCA PB 12134 US), sowie Scary Monsters (and Super Creeps) (als RCA BOW 8 UK) ausgekoppelt.
1984 erschien es erstmals auf CD. EMI brachte das Album 2003 als SACD auf den Markt.

## Titelliste
Bis auf Kingdom Come stammen alle Songs aus der Feder von David Bowie.
Seite A
1. It’s No Game (Part 1) – 4:18
2. Up the Hill Backwards – 3:16
3. Scary Monsters (And Super Creeps) – 5:12
4. Ashes to Ashes – 4:25
5. Fashion – 4:48
Seite B
6. Teenage Wildlife – 6:56
7. Scream Like a Baby – 3:35
8. Kingdom Come (Tom Verlaine) – 3:45
9. Because You’re Young – 4:54
10. It’s No Game (Part 2) – 4:25

## Mitwirkende
Besetzung
- David Bowie – Gesang, Hintergrundgesang, Synthesizer, Mellotron, Piano, E-Piano, Synth-Bass, Saxophon
- Carlos Alomar – Rhythmusgitarre, Leadgitarre
- Dennis Davis – Perkussion
- George Murray – Bassgitarre

Studiomusiker
- Chuck Hammer – Gitarrensynthesizer (Titel 4/6)
- Roy Bittan – Piano (2/4/6)
- Robert Fripp – Leadgitarre (1/2/3/5/6/8/10)
- Andy Clark – Synthesizer (4/5/7/9)
- Pete Townshend – Lead-Gitarre (9)
- Tony Visconti – Hintergrundgesang, Akustische Gitarre (1/2/10)
- Lynn Maitland – Hintergrundgesang
- Chris Porter – Hintergrundgesang
- Michi Hirota – Stimme (1)

Aufnahmeleitung
- David Bowie – Produktion, Toningenieur
- Tony Visconti – Produktion, Tonmeister
- Larry Alexander – Assistenz
- Jeff Hendrickson – Assistenz

Sonstige Mitwirkende
- Edward Bell – Artwork
- Brian Duffy – Coverdesign
- Natasha Kornilof – Clown-Kostüm
- Hisahi Miura – Übersetzung von It’s No Game ins Japanische

## Rezeption
Nachdem es 2003 und 2012 nicht in der Aufstellung vertreten war, wählte die Zeitschrift Rolling Stone Scary Monsters (And Super Creeps) 2020 auf Platz 443 der 500 besten Alben aller Zeiten.
New Musical Express führt es auf Platz 381 der 500 besten Alben aller Zeiten.
In der Auswahl der 200 besten Alben der 1980er Jahre von Pitchfork erreichte Scary Monsters Platz 53.
In Band 1 seiner Buchreihe Rock vergibt das Magazin eclipsed für das Werk die mittlere Kategorie Qualitätskauf. Das Album landet in der Gesamtschau aller Bowie-Alben in dieser Publikation auf Platz 11.

## Kommerzieller Erfolg

### Chartplatzierungen
| ChartsChartplatzierungen       | Höchstplatzierung | Wochen |
| ------------------------------ | ----------------- | ------ |
| Deutschland (GfK)              | 8 (28 Wo.)        | 28     |
| Österreich (Ö3)                | 20 (3 Wo.)        | 3      |
| Schweiz (IFPI)                 | 75 (2 Wo.)        | 2      |
| Vereinigte Staaten (Billboard) | 12 (27 Wo.)       | 27     |
| Vereinigtes Königreich (OCC)   | 1 (32 Wo.)        | 32     |

### Auszeichnungen für Musikverkäufe
| Land/Region                  | Auszeichnungen für Musikverkäufe (Land/Region, Auszeichnung, Verkäufe) | Verkäufe |
| ---------------------------- | ---------------------------------------------------------------------- | -------- |
| Australien (ARIA)            | Platin                                                                 | 70.000   |
| Frankreich (SNEP)            | Gold                                                                   | 100.000  |
| Kanada (MC)                  | Platin                                                                 | 100.000  |
| Vereinigtes Königreich (BPI) | Platin                                                                 | 300.000  |
| Insgesamt                    | 1× Gold · 3× Platin ·                                                  | 570.000  |

Hauptartikel: David Bowie/Auszeichnungen für Musikverkäufe